# Eumàquia
Eumàquia o Eumachia (en llatí Evmachia) va ser una sacerdotessa pública a Pompeia a mitjans del segle i, i també matrona de la Concordia Augusta. La Concòrdia Augusta fou un culte imperial iniciat per Lívia, vídua d'August.
Vinculada matrimonialment a una de les famílies més antigues de Pompeia, és coneguda per haver obtingut una gran riquesa per mèrits propis. Eumàquia ha passat a la història com una respectada empresària i per ser matrona de la Fullonica, del gremi dels bataners, un gremi econòmicament significatiu de Pompeia que agrupava negocis de tintoreria i sastrería. És vista com un exemple representatiu de la creixent implicació de moltes dones en la política, que utilitzaven el poder d'un càrrec públic, com ara el de sacerdotessa, per generar mobilitat social.
En resposta a la seua generositat, i com a símbol del seu poder i estat social, el gremi de la Fullonica va dedicar una estàtua que representa Eumàquia amb vel, amb una inscripció: "EVMACHIAE L F SACERD PVBL FVLLONES”. La traducció de la qual és "A Eumachia, filla de Lucius, sacerdotessa pública, dels bataners"